# موسی برال
موسی برال (۱۲۹۰ تهران–۱۳۷۸) پزشک، استاد دانشگاه تهران و نماینده کلیمیان در مجلس شورای ملی در دوره شانزدهم مجلس شورای ملی بود.

## زندگی
موسی برال، فرزند یهزقل در خانواده‌ای یهودی در تهران به دنیا آمد. پس از تحصیل در دانشکده پزشکی دانشگاه تهران به طبابت و تدریس پزشکی مشغول شد. وی علاوه بر این در دوران ۱۳۲۶–۱۳۳۰ مدتی را به شغل داروسازی و بازرگانی نیز اشتغال داشت.

## فعالیت‌های اجتماعی
عضویت در دومین دوره مجلس مؤسسان قانون اساسی؛ ۱۳۲۸.
عضویت در شانزدهمین دوره مجلس شورای ملی، ۱۳۲۸–۱۳۳۰.

## نمایندگی مجلس
موسی برال در فروردین ۱۳۲۸ با کسب ۱۱۰۷ رأی به عضویت در مجلس مؤسسان دوم درآمد. همچنین در انتخابات دوره شانزدهم مجلس شورای ملی با کسب ۷۷۱۲ رای از ۹۸۰۹ رای به نمایندگی از کلیمیان ایران به مجلس راه یافت. گفتنی است از آنجا که اعتبارنامه مراد اریه در دوره پانزدهم مجلس به تصویب نرسید، حوزه انتخابیه کلیمیان در این دوره بدون نماینده ماند؛ در دوره هفدهم نیز در این حوزه انتخابیه انتخاباتی برگزار نشد و هیچ‌یک از اقلیت‌ها در مجلس نماینده‌ای نداشتند.

## تألیفات
نگارش کتابی با عنوان پیری (تهران: ۱۳۵۴، انتشارات دانشگاه تهران، شماره ۱۵۰۶؛ تهران: دان‍ش‍گ‍اه ع‍لام‍ه طب‍اطب‍ای‍ی، ۱۳۷۱، ۱۹۲ ص) دربارهٔ دوران کهنسالی انسان و کتاب دیگری با عنوان ت‍غ‍ذی‍ه و م‍واد خ‍وراک‍ی (تهران: ان‍ت‍ش‍ارات دان‍ش‍گ‍اه ت‍ه‍ران، ۱۳۴۵-؛ ش‍م‍اره ۱۰۹۱، ج) از جمله تألیفات دکتر موسی برال است.